# Мовсисян, Мушег Абраамович
Мушег Абраа́мович Мовсися́н (арм. Մուշեղ Մովսիսյան, 26 декабря 1956, Эчмиадзин — 20 сентября 2004, Ереван) — бывший депутат парламента Армении.

## Биография
- 1964—1974 — средняя школа села Айгек.
- 1975—1977 — служил в советской армии.
- 1978—1980 — работал инструктором физкультуры в совхозе «Кармир дрош» Эчмиадзинского района.
- 1988—1991 — был добровольцем, бойцом, командиром партизанского отряда в Нагорном Карабахе.
- 1991—1993 — депутат районного и местного советов Эчмиадзинского района и села Айгек.
- 1993 — помощник начальника штаба воинской части по строевой части, 1993—1995 — заместитель начальника, и. о. начальника штаба той же воинской части.
- 1994—1996 — председатель сельсовета села Айгек, а в 1996—1999 — староста.
- 1999—2003 — депутат парламента. Член постоянной комиссии по обороне, национальной безопасности и внутренним делам. Член депутатской группы «Аграрно-Промышленное народное объединение».
- 25 мая 2003 — избран депутатом. Член постоянной комиссии по обороне, национальной безопасности и внутренним делам. Беспартийный.